# U-profiel

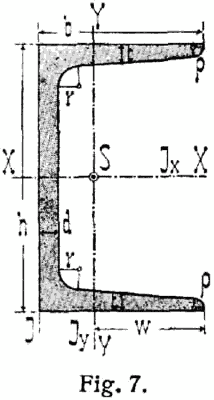
UNP-profiel

Een U-profiel is een stalen profiel in de vorm van een U. Deze profielen hebben hun hoogste traagheidsmoment over de Y-as (zie afbeelding) en worden in de regel dan ook in die richting belast. De twee evenwijdige delen van de balk noemt men de flenzen, het verticale deel heet het lijf. De handelslengte van dergelijke balken is in de regel 6 of 12 meter.

## Types
Er bestaan verschillende types U-profielen, zoals:
- UPE-profiel, een U-profiel met flenzen met constante dikte. De hoogte van dergelijke profielen varieert tussen de 80 en 400 mm.
- UNP-profiel. Deze worden het meest toegepast. Dit type profiel onderscheidt zich van het UPE-profiel door zijn schuin aflopende flenzen. Deze profielen zijn genormaliseerd volgens DIN1026-1 en zijn verkrijgbaar in hoogtes van 30 tot 400 mm. Bij profielen met een hoogte kleiner of gelijk aan 300 mm hebben de flenzen een hellingshoek van 8%, daarboven bedraagt deze hoek 5%. Indien dergelijke profielen worden vastgebout op de flenzen moeten hellingsluitplaten worden toegepast.
- Koudgewalst U-profiel, beschikbaar voor kleine hoogtes van 10 mm tot max. 200 mm. Hierbij is de flensdikte gelijk aan de lijfdikte.

Andere profieltypen, zie Profielstaal